# Chapter 24
„Chapter 24“ je skladba britské rockové skupiny Pink Floyd, která vyšla na jejich debutovém albu The Piper at the Gates of Dawn v srpnu 1967. Napsal ji tehdejší frontman kapely, kytarista a zpěvák Syd Barrett.

## Kompozice
Skladbu, označovanou jako hippie recitál, napsal Syd Barrett, její slova jsou ale inspirována I-ťing, u hipíků oblíbenou čínskou Knihou přeměn, respektive její 24. kapitolou (anglicky chapter 24). Zpěvák však nevyužil celé věty z toho díla, ale pouze některé fráze, jež se nacházejí v anglických překladech Wilhelma a Baynese z roku 1950 a Leggeho z roku 1899.

## Živé a alternativní verze
Jediný doložený koncert Pink Floyd, kde píseň „Chapter 24“ zazněla, je vystoupení z 19. května 1967 v anglickém Newcastlu upon Tyne. Vzhledem k většinově nedochovaným setlistům z raných dob existence skupiny je pravděpodobné, že kapela tuto skladbu hrála častěji.
Originální verze pro album The Piper at the Gates of Dawn (vydáno 4. srpna 1967), jejíž počátek nahrávání je datován na 27. února 1967, má délku 3 minuty a 41 sekund. Skladba dále vyšla na kompilacích The Best of the Pink Floyd (1970), An Introduction to Syd Barrett (2010) a v box setech, jež obsahovaly celé album The Piper at the Gates of Dawn.

## Původní sestava
- Syd Barrett – zpěv
- Rick Wright – elektronické varhany, piano, vokály
- Roger Waters – baskytara
- Nick Mason – perkuse